# Attaque du vol DHL en 2003 à Bagdad
L'attaque du vol DHL en 2003 à Bagdad est un attentat perpétré le 22 novembre 2003 à Bagdad contre un Airbus A300 cargo opérant pour DHL et immatriculé en Belgique avec l'indicatif OO-DLL. Alors que l'avion vole à près de 10 000 pieds, son aile gauche est très endommagée par l'explosion d'un missile sol-air portatif Strela-2 (SAM-7) tiré par des terroristes. 
La déflagration provoque la perte des trois systèmes hydrauliques permettant le contrôle de l'avion. L'équipage réussit à le contrôler en ajustant individuellement la puissance des moteurs, alors qu'il effectue une courbe phugoïde (il monte puis descend de manière répétée) et qu'il faut compenser le déséquilibre provoqué par l'état de l'aile gauche, en flammes. 
Le commandant réussit à faire atterrir l'avion sur la piste 33L de l'aéroport, en utilisant l'inversion de poussée des moteurs pour ralentir. L'appareil sort de la piste et termine sa course sur le sable. Les trois membres d'équipage sont sains et saufs.
Une journaliste de Paris Match, Claudine Vernier-Palliez, ainsi que son photographe, ont assisté au lancement du missile qui a touché l'avion de DHL, alors qu'ils effectuaient un reportage sur les différentes armes détenues par les islamistes. Le principal reproche qui leur fut fait était de n'avoir rien fait pour empêcher les terroristes de tirer le missile.

## Avion et équipage

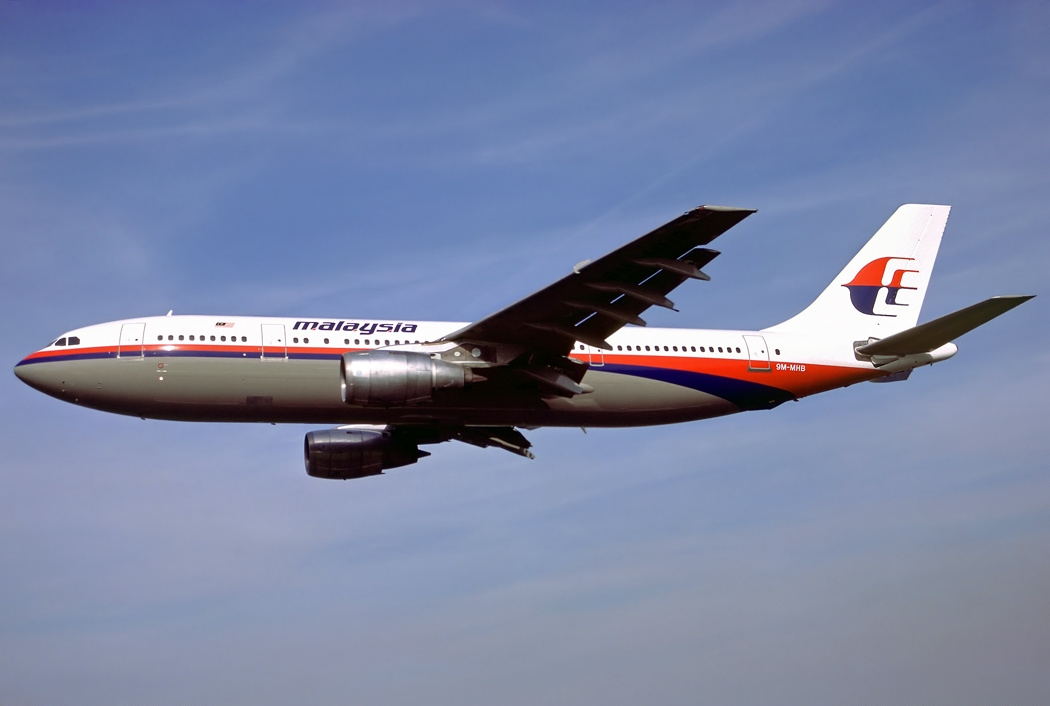
L'A300 impliqué, alors qu'il opérait pour Malaysia Airlines, ici en mai 1988.

L'appareil impliqué était un Airbus A300B4-203F âgé de 24 ans. Il a effectué son premier vol le 18 octobre 1979 et a d'abord été livré à Malaysia Airlines en tant qu'avion de transport de passagers, avec comme immatriculation 9M-MHB, le 28 décembre de la même année. Puis, il a été vendu à Carnival Air Lines (en) et immatriculé N225KW en juin 1995. L'avion a ensuite été converti pour le transport de fret en mars 1999 et a été livré à la division belge d'European Air Transport (EAT) (en), sous laquelle il opérait sous le nom de DHL, le 22 septembre 2000.
L'avion était alors piloté par un équipage expérimenté composé de trois personnes : deux belges, le commandant de bord Éric Gennotte (38 ans) et le copilote Steeve Michielsen (29 ans), ainsi qu'un écossais, le mécanicien navigant Mario Rofail (54 ans). Le commandant de bord totalisait 3 300 heures de vol à son actif, dont plus de la moitié sur A300. Le copilote et le mécanicien navigant totalisaient respectivement 1 275 et 13 400 heures de vol.

## Contexte

### Destination et équipage de l'Airbus A300
L'avion, qui transporte essentiellement du courrier, décolle à 6 h 30 UTC de l'aéroport international de Bagdad, à destination de l'aéroport international de Bahreïn. Sur ces destinations à risques, les équipages sont tous volontaires, et savent qu'en dessous de 10 000 pieds, ils peuvent craindre les tirs de missiles ennemis. 
Dans les mois précédents, huit missiles ont été tirés contre des avions militaires américains de l'aéroport de Bagdad, sans les atteindre. Pour réduire l'exposition aux attaques anti-aérienne au sol, l'équipage doit alors exécuter une montée rapide.

### Préparation de l'attaque

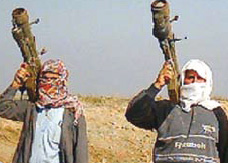
Insurgés irakiens équipés de lance-missiles antiaérien (Strela-2 et Strela-3), photographiés vers 2003.

Un groupe d'insurgés, les Fedayin Saddam, a récupéré du matériel militaire laissé par l'armée irakienne. Le 22 novembre 2003, ils invitent la journaliste française Claudine Vernier-Palliez, ainsi que son photographe, qui travaillent pour Paris Match, à les accompagner pour documenter une de leurs actions. Les journalistes sont témoins du tir d'un missile sol-air portatif en direction d'un avion.

## Attentat

### Décollage et impact du missile
Aux alentours de 9 000 pieds (soit environ 2 700 m), après trois minutes de vol, un missile sol-air 9K32 Strela-2 (SAM-7) touche l'Airbus sur le bout de son aile gauche. Le missile endommage la structure de l'avion, perçant l'un des réservoirs de kérosène, ce qui provoque une fuite qui s'enflamme rapidement. Le missile cause également une fente de 5 mètres sur le longeron arrière de l'aile, et perfore les trois circuits hydrauliques de l'appareil. Ces circuits, au nombre de trois afin de pallier la panne éventuelle du premier, voire du deuxième circuit, servent à commander l'avion. Ils permettent notamment de diriger l'appareil (gestion des ailerons, gouvernes de profondeur et de direction), de sortir les volets, ainsi que le train d'atterrissage.

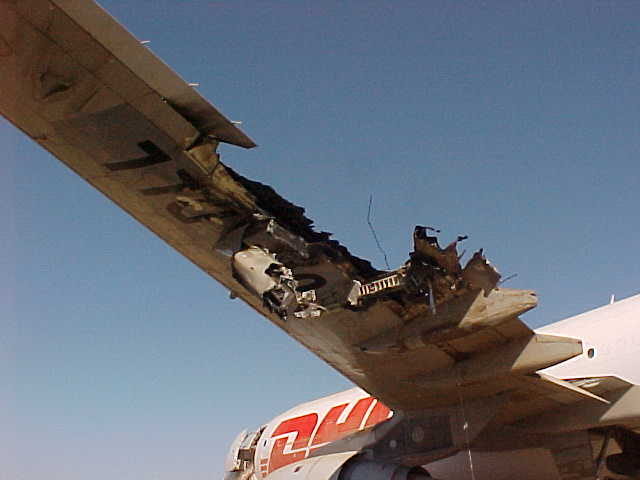
L'aile gauche touchée par le missile, après l'atterrissage de l'appareil.

En raison de la perte des circuits hydrauliques de contrôle, l'avion entame une courbe phugoïde, il entre dans un cycle où il monte, puis descend, puis remonte. Une fois ce cycle enclenché, et sans commandes de vol, il est très difficile de rétablir l'avion dans une configuration de vol stable.
À ce moment, l'équipage ignore la cause de la panne et qu'ils ont été la cible d'un missile, même si cette hypothèse est déjà dans la tête de chacun des membres. Des hélicoptères américains patrouillant dans le secteur confirment à l'équipage que l'aile gauche est en feu et dégage de la fumée.

### Contrôle de l'appareil
Le commandant Genotte, se remémorant une émission télévisée consacrée au vol 232 d'United Airlines, décide de tenter de poser l'avion, sans aucune commande de vol, en utilisant uniquement la poussée des réacteurs, de façon symétrique (augmenter la poussée permet de monter, réduire la poussée de descendre), ou de façon asymétrique pour tourner (l'avion tourne du côté opposé au moteur délivrant le plus de puissance). 
Après quelques minutes, le commandant parvient à maîtriser la courbe phugoïde, et l'avion adopte à nouveau une configuration de vol stable. À la demande du commandant, le mécanicien navigant Mario Rofail effectue la sortie manuelle du train par gravité (les trains sont normalement sortis grâce à la pression hydraulique). Cette action change l'aérodynamique de l'avion, qui se remet à perdre rapidement de la vitesse, descendant à 210 nœuds. 
Pour autant, la partie n'est pas gagnée. En effet, l'aile gauche, considérablement endommagée, traîne plus que l'aile droite : il faut donc en permanence corriger l'inclinaison de l'avion, qui a tendance à partir à gauche, et trouver un moyen de jouer sur les moteurs pour l'orienter correctement.
Enfin, le commandant de bord, toujours en ne jouant que sur la puissance des moteurs, parvient, après un long détour de 40 kilomètres, à aligner l'avion avec la piste de l'aéroport de Bagdad afin d'y effectuer l'atterrissage. La manœuvre est très délicate : il faut à la fois maintenir le cap, compenser l'effet de l'aile gauche qui fait virer l'avion à droite, tout en diminuant l'altitude et la vitesse de l'appareil. À cela s'ajoutent des vents turbulents qui renforcent l'instabilité de l'Airbus A300, et le carburant qui s'échappe du trou sur l'aile gauche, menaçant de mettre le moteur gauche en panne.

## Atterrissage

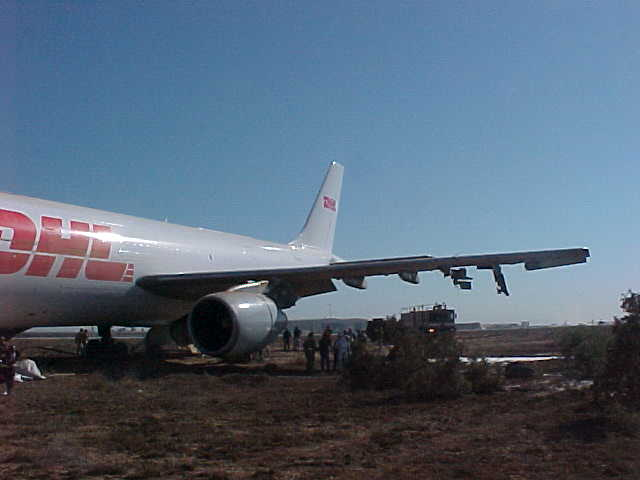
l'Airbus après l'incident.

Lors de l'approche de la piste 33R, il devient clair que l'avion vole trop haut pour tenter un atterrissage dans ces conditions. Le copilote préférerait tenter un long final sur la piste 33L, mais le commandant de bord estime que l'aile gauche, qui brûle depuis plusieurs minutes, pourrait lâcher d'un moment à l'autre, et décide de tenter l'atterrissage sur la 33R.
Après quelques secondes, le commandant se rend à l'évidence : l'avion arrive trop haut, trop vite, l'atterrissage sur la 33R est impossible ; il faut effectuer un long final sur la 33L. L'équipage s'éloigne alors, jusqu'à 12 miles du seuil de piste (20 km). Le commandant donne plus de puissance au réacteur gauche, ce qui incline l'avion sur la droite. Il effectue le virage de 180° pour s'aligner sur la piste 33L, puis remet l'avion en vol horizontal. 
L'approche se passe bien, toutefois, comme c'était arrivé au vol 232 d'United Airlines, à 400 pieds (120 m d'altitude), le vent latéral décale l'avion de l'axe de la piste. Le train droit touche la piste en premier, dégageant un nuage de fumée important, suivi par le train gauche, puis par la roulette de nez. L'avion sort de piste, et s'immobilise dans l'espace entre la piste et la taxiway. 
Ce faisant, il est entré dans une zone délimitée par des fils barbelés, qui ont déchiré plusieurs pneus ainsi que le toboggan d'évacuation gauche. L'ordre est donc donné d'évacuer par le toboggan droit, intact. L'équipage constate par lui-même les dégâts, puis se dirige vers la piste afin de regagner les locaux de l'aéroport.

## Conséquences
Cet accident eut un énorme retentissement dans la presse, car c'était la première fois dans l'histoire de l'aviation commerciale qu'un équipage effectuait un atterrissage sans commandes hydrauliques. Mario Rofail, le plus âgé des trois membres de l'équipage, estima qu'il était temps pour lui de prendre sa retraite.
L'Honourable Company of Air Pilots (en) a honoré conjointement les trois membres d'équipage en leur décernant le prix commémoratif Hugh Gordon-Burge. Ce prix est décerné aux membres d'équipage dont les actions ont contribué de manière exceptionnelle au sauvetage de leur avion ou de leurs passagers, ou ont apporté une contribution significative à la sécurité aérienne. Ce prix annuel n'est décerné que si une candidature est considérée comme présentant un mérite significatif.
Le prix du professionnalisme en sécurité aérienne décerné par la Flight Safety Foundation (en) a été décerné aux membres de l'équipage pour leurs « compétences de pilotage extraordinaires qui leur ont permis d'atterrir en toute sécurité après une frappe de missile au décollage de Bagdad, en Irak ».

## Médias

### Vidéos de l'attaque
Une cassette vidéo montrant un combattant tirant un missile sol-air contre l'Airbus A300 de DHL est confiée à des journalistes du Nouvel observateur après l'attentat. La cassette n'est accompagnée d'aucun message. Le Pentagone se montre méfiant vis-à-vis des revendications.
La vidéo montre une dizaine d'hommes debout dans un champ, dont la plupart portent des foulards cachant leur visage. On voit ensuite un hélicoptère survolant la zone à une altitude d'environ 100 mètres, mais les soldats dans l'hélicoptère ne semblent pas repérer les hommes, ni les trois voitures garées non loin. Puis, l'un d'eux charge un missile sur son épaule et tire sur une cible invisible. 
La cassette continue de tourner, mais montre les hommes se précipitant vers leurs voitures. Après un moment, la caméra est à nouveau dirigée vers le ciel en direction de l'appareil touché par le missile. L'avion amorce sa descente sur l'aéroport, mais son atterrissage forcé n'est pas montré.

### Documentaires
L'accident a fait l'objet d'un épisode dans la série télé Air Crash nommé « Le tir aux pigeons » (saison 3 - épisode 2).